# Dominic Deutscher
Dominic Deutscher (* 13. März 1991 in Australien) ist ein australischer Schauspieler.

## Leben und Karriere
Deutscher wurde durch die Rolle des Seekadett Ryan White in der australischen Actionserie Sea Patrol bekannt. Er stieß in der vierten Staffel als Nebenrolle zur Serie und wurde zu Beginn der fünften Staffel in die Hauptbesetzung mit aufgenommen. In der Serie war er zwischen 2010 und 2011 zu sehen. Ebenfalls 2010 war er als Mike an der Seite von Brenton Thwaites in dem Horrorfilm Charge Over You zu sehen. Von Juli 2013 bis Mai 2016 übernahm er im H2O-Plötzlich-Meerjungfrau-Spin-off Mako – Einfach Meerjungfrau die Rolle des Cam Mitchell.

## Filmografie
- 2006: H2O – Plötzlich-Meerjungfrau (H2O: Just Add Water, Fernsehserie, Episode 1x12)
- 2010: Charge Over You
- 2010–2011: Sea Patrol (Fernsehserie, 13 Episoden)
- 2013–2016: Mako – Einfach Meerjungfrau (Mako: Island of Secrets, Fernsehserie, 65 Episoden)
- 2017: Here Come the Habibs! (Fernsehserie, Episode 2x03)